# Sálio

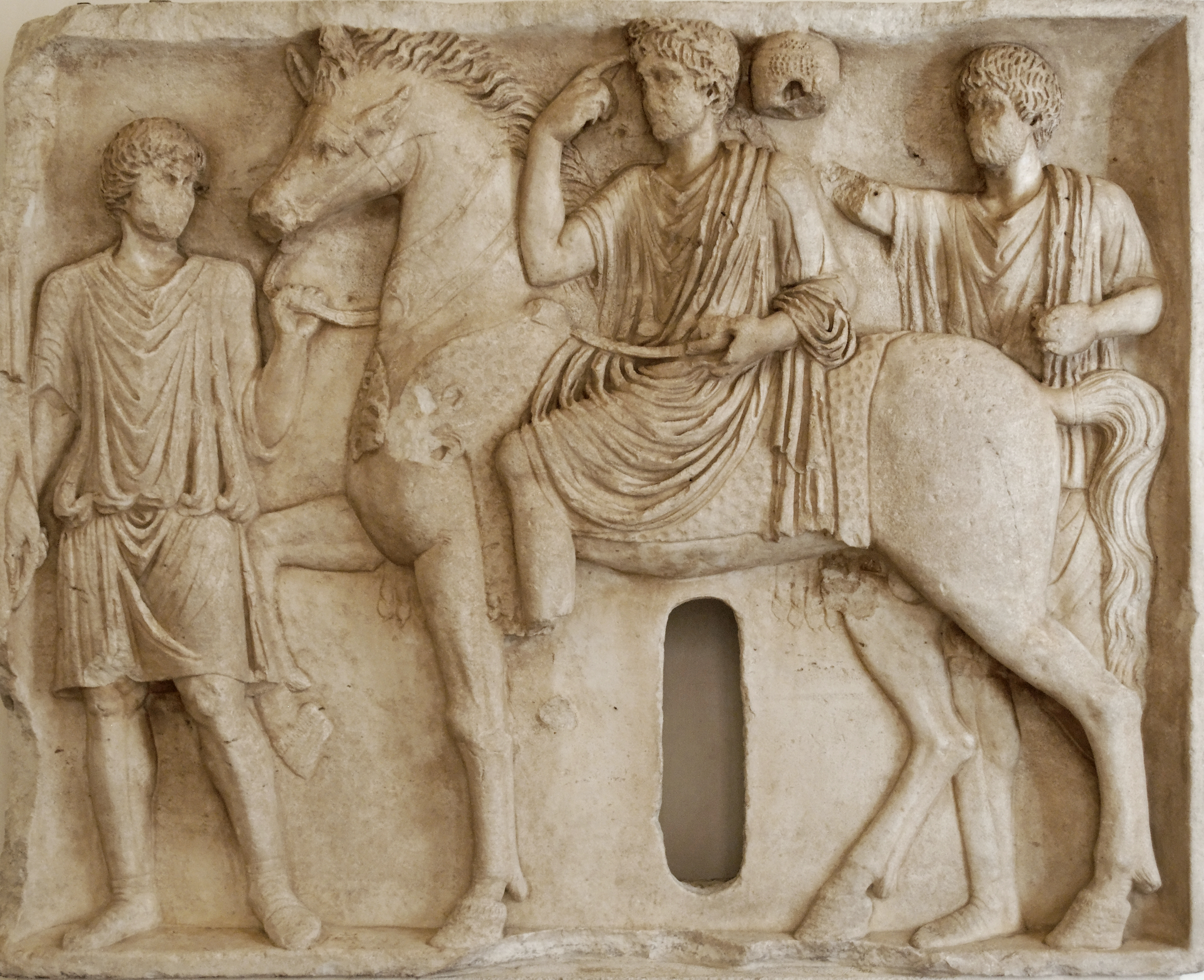
Baixo-relevo funerário retratando a procissão de um cavaleiro sálio, século II

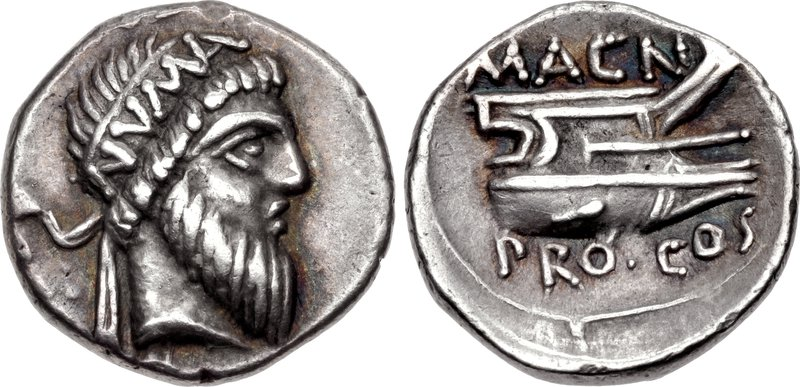
Denário de Pompeu com efígie de Numa Pompílio r..

Sálio (em latim: Salius; pl. Salii), por vezes conhecido como sálio palatino (em latim: salius palatinus pl. salii palatini), na religião da Roma Antiga, era um "sacerdote saltador" (do verbo salio, "pular") que realizava cultos a Marte Gradivo que supostamente teria sido instituído pelo rei Numa Pompílio (r. 715–673 a.C.). Formava um sacerdócio composto por 12 sálios seleccionados entre os jovens patrícios.
Os sálios trajavam-se como guerreiros arcaicos (trábea, peitoral de bronze, paludamento, espada e ápex) e eram encarregados com a proteção dos doze escudos sagrados (ancilia) de Marte e da realização de um festival dedicado a divindade na qual andavam por Roma carregando os escudos, dançando e cantando. Sob Túlio Hostílio (r. 673–643 a.C.) um novo colégio de sálios, chamados sálios colinos, foi criado para adoração de Quirino no monte Quirinal.

## Origem
Segundo autores antigos citados por Sérvio Honorato e Macróbio, os sálios teriam existido em Tibur, Túsculo e Veios antes de sua criação em Roma. Segundo relatado por Tito Lívio, os sálios romanos foram criado pelo rei Numa Pompílio (r. 715–673 a.C.), a quem também atribuiu-se a instituição de várias outras agremiações religiosas. Outras fontes gregas e latinas forneceram suas versões da origem dos sálios. Segundo os etruscos, atribuiu-se a fundação por Mórrio, rei de Veios. Para outros, os sálios estariam associados com Dardano e as Penates samotrácias, ou a Sálio, que teria vindo à Itália com Evandro e na Eneida competiu nos jogos fúnebres de Anquises.

## Características

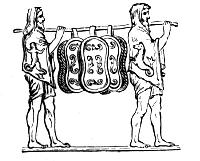
Representação dos sálios carregando os escudos sagrados

Os sálios eram formados por 12 jovens patrícios eleitos por cooptação. Tinham como principal função a proteção dos doze escudos sagrados (ancilia) de Marte, que eram mantidos no sacrário de Marte situado no Palatino, o que teria originado o nome distintivo de sálios palatinos. Eles trajavam túnica bordada (trábea), peitoral de bronze, paludamento e ápex, também utilizada pelos flâmines. Eles carregaram uma espada e no lado direito utilizavam um lança ou cajado. Os sálios celebravam um festival dedicado a Marte durante vários dias desde 1 de março. Nesta ocasião eles perambulavam por Roma em suas vestimentas oficiais carregando os escudos sagrados sobre o ombro esquerdo enquanto dançavam e cantavam.
Nessa dança, os sálios bateram os escudos com varas, de modo a manter o tempo com suas vozes e com os movimentos da dança. Os cantos ou hinos por eles executados (as canções sálias; em latim: saliaria carmina) eram chamadas Asamenta, Assamenta ou Axamenta, das quais a etimologia é incerta. Nelas exortava-se os deuses do panteão romano e um certo Mamúrio Vetúrio, que é pensado como o armeiro que confeccionou as 11 cópias do escudo sagrado original que teria caído do céu. Posteriormente, contudo, Augusto (r. 27 a.C.–14 d.C.), Germânico e Lúcio Vero seriam incorporados ao cântico. Na conclusão do festival, os sálios costumavam participar de um esplêndido entretenimento no Templo de Marte, que foi proverbial por sua excelência.

## Interpretações dos rituais
Georges Dumézil interpreta o ritual dos sálios como marcando a abertura e fechamento da temporada anual de guerra. A abertura coincidiria com o dia do Agônio Marcial em 19 de março, e o fechamento com o dia do Armilústrio em 19 de outubro. A primeira data também foi referida como "para mover os escudos sagrados" (ancilia movere), e a segunda como "para guardar (ou esconder) os escudos sagrados" (ancilia condere). Dumézil vê os dois grupos de sálios - um representando Marte e outro Quirino - como uma relação dialética mostrando a interdependência das funções econômica e militar na sociedade romana.
O filologista clássico Georg Wissowa mantêm a posição que o ritual dos sálios é uma dança de guerra ou uma dança de espadas, com seus fantasias claramente indicando sua origem militar. Com base no fato do calendário romano primitivo começar com o mês de março, Hermann Usener sugeriu que a cerimônia do ancilia movere foi um ritual de expulsão do ano velho, representada pela figura misteriosa de Mamúrio Vetúrio, para abrir caminho para o nascimento do seus Marte em 1 de março. Nos idos de março, na Mamurália, um homem ritualmente chamado Mamúrio Vetúrio era espancado com longas varas brancas, o que na visão de Usener seria algum tipo de ritual com bode expiatório.
Segundo Usener e Ludwig Preller, Marte seria um deus da guerra e fertilidade, enquanto Mamúrio Vetúrio seria o Velho Marte. Marte é ele próprio um dançarino, e o chefe dos sálios dançarinos. Wissowa compara os sálios com o jovem nobre que dança o Jogo de Troia (Lusus Troiae). Outros estudiosos do século XIX tentaram comparar os rituais sálios com os mitos védicos de Indra e os Marutas.

## Colinos e virgens

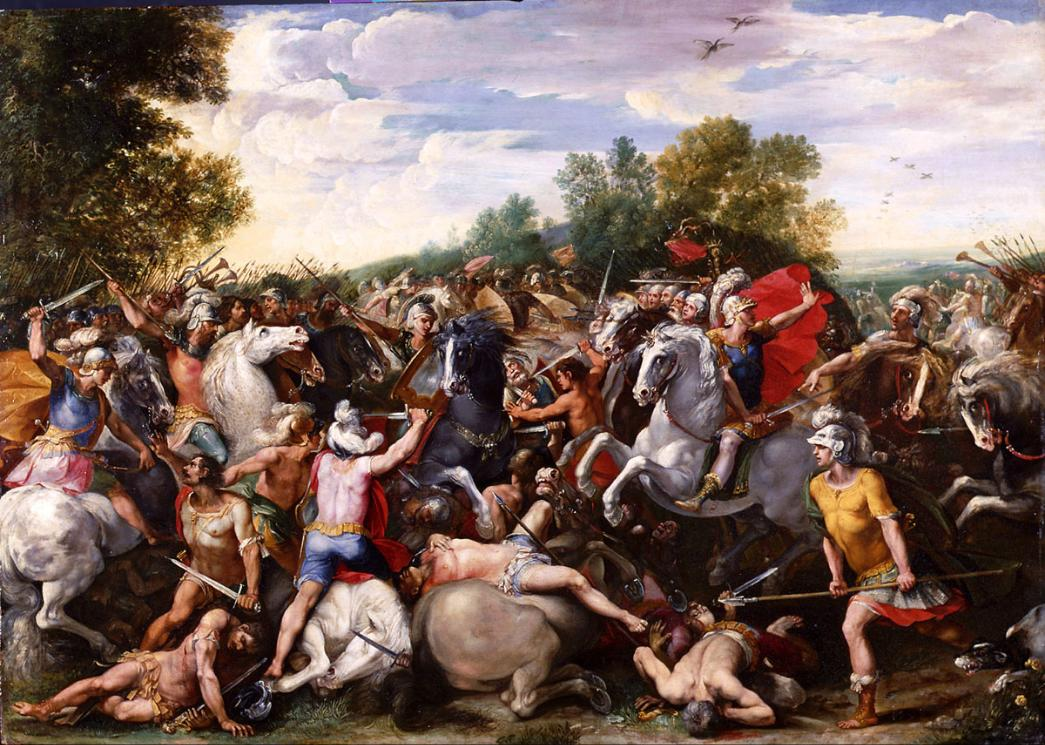
Túlio Hostílio derrota exército de Veios e Fidenas, óleo sobre madeira de Cavalier D'Arpino (ca. 1601), Petit Palais, Paris.

Segundo Tito Lívio, o rei Túlio Hostílio (r. 673–643 a.C.) teria estabelecido outro colégio de sálios em cumprimento de um voto que ele teria feito durante a segunda Guerra com Fidenas e Veios. Eles também eram 12 em número, escolhidos entre os patrícios, e parecem ter sido dedicados ao serviço de Quirino. Eles seriam conhecidos como sálios colinos (em latim: salii collini), agonais (agonales) ou agonenses (agonenses).
Festo em sua obra Sobre o significado das palavras afirma, citando Cíncio e Élio Estilão, que havia virgens sálias (saliae virgines). Trajando o paludamento e ápex dos sálios, essas moças eram "contratadas" para assistir os pontífices nos sacrifícios realizados na Régia. Tem sido sugerido, contudo, que a passagem de Festo descreve um ritual de iniciação travesti. Uma explicação anterior alega que essas damas desempenharam o papel de guerreiros ausentes em algum tipo de sacrifício vicário. O significado delas sendo "contratadas" é incerto.